# Пиндер, Деметриус
Деметриус Пиндер (англ. Demetrius Pinder) — багамский легкоатлет, который специализируется на дистанции 400 метров. Олимпийский чемпион 2012 года в эстафете 4×400 метров. Также на Олимпиаде выступал на дистанции 400 метров, на которой в финале занял 7-е место. Серебряный призёр чемпионата мира в помещении 2012 года в беге на 400 метров с результатом 45,34. Выступал на чемпионате мира 2011 года, где на дистанции 400 метров дошёл до полуфинала, а в эстафете 4×400 метров не вышел в финал.
В настоящее время живёт во Фрипорте.

## Личные рекорды
- 200 метров — 20,23
- 400 метров — 44,77